# Искендерун (залив)

Сиро-хеттские царства Паттина и Куэ в IX—VIII веках до н. э.

Искендерун (тур. İskenderun Körfez) — крайняя северо-восточная оконечность Средиземного моря, омывающая берега провинций Адана и Хатай южной Турции.
Глубина у входа — до 99 м. В залив впадает река Джейхан. Порт — Искендерун.

## История
Залив Искендерун в древности назывался Исским (др.-греч. Ἰσσικὸς κόλπος, лат. Issicus Sinus, по имени греческого города Исс у его северо-восточного побережья) или (по Геродоту) Мириандинским (Μυριανδρικος κόλπος, по имени города Мирианд в Сирии). Другое название залива — Киликийский (др.-греч. Κιλίκιον κόλπον) по области Киликия. Во времена походов Александра Македонского на юго-восточной оконечности залива был построен город Александретта. Залив также стали называть Александреттским. Но со времён завоеваний Тиграна Великого берега этого залива, как и всей восточной Киликии, стали населять армяне. И по их имени этот залив был известен также как Армянский залив.
На северном побережье залива находится город-крепость Айас (называющийся сейчас Юмурталык) — бывший в своё время главными морскими вратами Киликийской Армении. У восточной береговой линии находятся руины греческого города Исс, и армянский город Чорк-Марзпан (ныне переименован в Дёртйол). В месте, где береговая линия поворачивает на юг, расположен тот самый город, названный в честь его основателя, Александра Македонского — Искендерун (Александретта).
Далее на юг береговая линия обрывается крутыми склонами гор Нур, на которых и по сей день видны развалины армянских монастырей Сапиран, Шугр и Кармир-ванк. Горная цепь завершается на юге, недалеко от входа в залив — величественной горой Муса-Даг, хорошо известной миру из событий описанных в книге знаменитого писателя Франца Верфеля — «Сорок дней Муса-Дага», где жители шести ближайших армянских сёл, не повинуясь губительному приказу турецких властей, поднялась на эту гору, и около двух месяцев успешно защищали свои семьи от врага, превосходившего их во много раз по численности и вооружению.
С конца XIX и начала XX веков этот регион претерпел колоссальные изменения в этнографическом плане. Гамидийская резня армян (1894—1896), аданская резня армян (1905—1909) и геноцид армян (1915—1923) свёл на нет тысячелетнее существование армян и армянской культуры в Киликии и в Западной Армении в целом. Цена — гибель более 2 миллионов армян и уничтожение около 4000 армянских монастырей. Вследствие этого название залива стало более созвучным с турецким произношением имени Александр (Искендер) — залив и город стали называться Искендерун.